# Isan (Band)
ISAN (manchmal auch isan oder Isan) ist eine zweiköpfige Electronica-Band aus Großbritannien. Ursprünglich stand der Bandname für Integrated Services Analogue Network und spielte damit auf die Abkürzung ISDN an, wodurch die Vorliebe der Band für analoge Synthesizer zum Ausdruck kommt.
Robin Saville und Antony Ryan lernten sich 1996 in Leicester kennen und haben seitdem mehrere Singles und Alben veröffentlicht (hauptsächlich auf dem Berliner Label Morr Music). Saville lebt derzeit in Southend-on-Sea, während Ryan, der außerdem Teil der Band Seavault ist, nahe Orrefors in Schweden wohnt. Seit Gründung der Band haben die beiden Musiker in unterschiedlichen Teilen Europas gelebt, getrennt voneinander gearbeitet und mithilfe des Internets kooperiert.

## Diskografie (Auswahl)

### Alben
- 1998: Beautronics (Tugboat Records)
- 1999: Digitalis (Liquefaction Empire, CD-Neuauflage erschienen bei Darla Records)
- 1999: Salamander (Morr Music)
- 2001: Salle d'Isan (Morr Music, Mini-Album)
- 2001: Lucky Cat (Morr Music)
- 2002: Clockwork Menagerie (Morr Music; Compilation früher Singles)
- 2004: Meet Next Life (Morr Music)
- 2006: Plans Drawn in Pencil (Morr Music)
- 2010: Glow In The Dark Safari Set (Morr Music)
- 2016: Glass Bird Movement (Morr Music)

### Singles und EPs
- 1998: Tin Foil Star / ISAN - Split 10" (Atomic Recordings)
- 2006: Trois Gymnopedies (Morr Music)